# Psycho (Puddle of Mudd)
Psycho è un singolo del gruppo statunitense post-grunge Puddle of Mudd, tratto dall'album Famous. Ufficialmente pubblicato il 2 ottobre 2007, il singolo è tuttavia disponibile su iTunes come download digitale sin dal 18 settembre dello stesso anno.
Il testo della canzone, scritto dal frontman del gruppo Wes Scantlin, tratta di disturbi della personalità, in particolar modo si interroga sulla possibilità che chi stia parlando in quel momento possa soffrire di schizofrenia ed essere quindi uno "psycho", citando un verso del brano stesso "maybe I'm the one who is the schizophrenic psycho" ("forse sono io che sono lo psicopatico schizofrenico").

## Video musicale
Il video del singolo è stato girato nella famosa sezione Psycho dello Studio Tour, agli Universal Studios Hollywood (dal film omonimo), ed ha debuttato su Google Music l'8 ottobre 2007. Il video è un omaggio a diversi classici del cinema horror, del quale cita personaggio ed elementi.
Il video inizia con l'immagine di una luna piena, mentre il frontman Wes Scantlin guida un'auto insieme ad un gruppo di cheerleader e atleti, che rappresentano le tipiche vittime degli horror americani. Mentre la macchina corre, un uomo salta fuori dalla foresta che costeggia la strada e l'auto lo investe. Guardando da vicino, si nota che l'uomo è Michael Myers di Halloween, interpretato dall'attore locale Mike Watkins. Mentre il gruppo gli si riunisce intorno per vedere come sta, appare Leatherface (sempre interpretato da Mike Watkins) dei film Non aprite quella porta, che rapisce due delle ragazze senza che nessuno se ne accorga. Successivamente Michael Myers si alza, rivelando di aver solo finto di essere ferito, ed inizia a rincorrere il gruppo con un macete. I ragazzi quindi scappano dall'inseguimento finendo al motel Bates del film Psyco. Mentre cercano rifugio in una stanza, interrompono una coppia in intimità, interpretata da Kid Rock e Pamela Anderson che hanno fatto un cameo nel video.
All'interno della stanza, Wes prende in mano un bigliettino sul quale c'è scritto "so cosa hai fatto l'estate scorsa", citazione di So cosa hai fatto. Appena una delle ragazze decide di farsi una doccia, si vede dietro le tendine la silhouette di uomo con un coltello in mano, allorché la ragazza si appresta ad urlare, mimando la famosa scena di Psyco. Tuttavia, la scena dell'ombra era solo uno scherzo con una banana di uno degli atleti, interpretato dall'allora bassista Doug Ardito, che ridendo lancia la buccia del frutto nella vasca senza che la ragazza se ne accorga. Sfortunatamente, la ragazza vi scivola sopra e cade, morendo mentre batte la testa. Quando il gruppo se ne accorge scappa dalla stanza, tranne un atleta, che si vede risucchiato all'interno di una televisione statica, citando il film Poltergeist - Demoniache presenze. Mentre il gruppo corre via, si vede un'imitazione di Kanye West all'esterno di una casa, che batte alla finestra in modo adirato. Il gruppo di cheerleader e atleti rimanenti si trova a correre su per le scale della casa che è il set del video della canzone I Miss You dei Blink-182, ma in cima incontrano una ragazza che rappresenta Paris Hilton, che li butta giù dalla scalinata. Scappando, Wes e la sua ragazza rientrano nel motel Bates, dove incontrano una donna anziana seduta su una sedia. Avvicinandosi, scoprono che l'anziana è Wes stesso vestito da vecchia. Solo allora si vede Wes che realizza: "maybe I'm the one who is/the schizophrenic psycho" ("forse sono io che sono lo psicopatico schizofrenico").

## Nelle classifiche
Il singolo ha debuttato nella classifica Billboard Mainstream Rock Songs in 32ª posizione, ma ha poi raggiunto la numero 1 rimanendovi per nove settimane, facendo raggiungere al gruppo il numero di cinque singoli in prima posizione nella medesima classifica. Il singolo ha anche debuttato in 38ª posizione nella classifica Alternative Songs, nella quale ha bissato il successo della precedente arrivando in prima posizione. Nella classifica Billboard Hot 100 ha debuttato in ultima posizione, riuscendo poi a scalarla fino alla numero 67, tuttavia è stato solo il secondo singolo dei Puddle of Mudd a raggiungere questa classifica dopo Away from Me nel 2003. Nella Billboard Canadian Hot 100 la canzone ha debuttato in posizione 90, raggiungendo successivamente la numero 56. Inoltre, il singolo è entrato nella classifica Billboard Pop 100, dove ha raggiunto la posizione 75. Nonostante fosse stato pubblicato nel 2007, il singolo è stato inserito dalla rivista Fuse in prima posizione tra le migliori canzoni Modern Rock del 2008. Nella carriera totale dei Puddle of Mudd, Psycho è in assoluto il secondo singolo con le migliori vendite negli Stati Uniti, superato soltanto dalla mega-hit del 2002 Blurry che ha venduto 700 000 copie.
| Classifica (2007)                  | Posizione |
| ---------------------------------- | --------- |
| US Billboard Hot 100               | 67        |
| US Billboard Pop 100               | 75        |
| US Billboard Mainstream Rock Songs | 1         |
| US Billboard Alternative Songs     | 1         |
| Billboard Canadian Hot 100         | 56        |